# Општина Ганешти (Муреш)
Ганешти (рум. Găneşti) општина је у Румунији у округу Муреш.
Oпштина се налази на надморској висини од 287 m.